# Eosentomon nudilabratum
Eosentomon nudilabratum är en urinsektsart som beskrevs av Bernard 1990. Eosentomon nudilabratum ingår i släktet Eosentomon och familjen trakétrevfotingar. Inga underarter finns listade i Catalogue of Life.